# A1 Hrvatska
 (janvier 2025).
Si vous disposez d'ouvrages ou d'articles de référence ou si vous connaissez des sites web de qualité traitant du thème abordé ici, merci de compléter l'article en donnant les références utiles à sa vérifiabilité et en les liant à la section « Notes et références ».

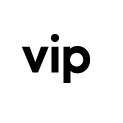

Vipnet est un opérateur de réseau de téléphonie mobile GSM en Croatie depuis juillet 1999. Il est souvent associé au préfixe 091.
L'arrivée de VIPnet mit fin au monopole d'État de CRONET, le premier réseau de téléphonie mobile en Croatie (renommé plus tard T-Mobile Hrvatska, filiale de Hrvatski Telekom).
VIPnet introduisit dès le début de son activité une offre de type prépayées (VIP.me), les SMS et une multitude d’autres services. La diversité de l’offre permit une augmentation du nombre d’utilisateurs de téléphones portable, et le taux d’équipement de la population passa de 4,6 % en 1999 à 117 % en mars 2009.
Le code réseau de VIPnet est le 219 (CC) 10 (NC). C’est un partenaire Vodafone en Croatie. Il obtint en 2006 une licence Wimax et une licence de téléphonie fixe.
La fonction « Cell Broadcast » (diffusion cellulaire) est activée sur son réseau et affiche la localisation de son utilisateur. 
L’infrastructure de VIPnet s’appuie sur un réseau GMS 900 MHz et un réseau 3G 2 100 MHz (WCDMA) qui supporte les technologies GPRS, EDGE, UMTS et HSDPA.
VIPnet fut le premier à introduire sur le marché croate ces nouvelles technologies et demeure  leader dans ces domaines.
VIPnet possédait 2,5 millions d’utilisateurs en 2008, soit environ 43 % du marché croate de téléphonie mobile. Son réseau est également utilisé par TOMATO, un opérateur de réseau mobile virtuel.
Vipnet est membre et la propriété de Vip Telekom Austria Group, composé des opérateurs suivants: Vip Austria, Vip Slovenija, mobilkom Liechtenstein, Vip Bulgaria, VIP Operator (one.Vip), Vip Mobile et Vip Belarus.